# Luovvi

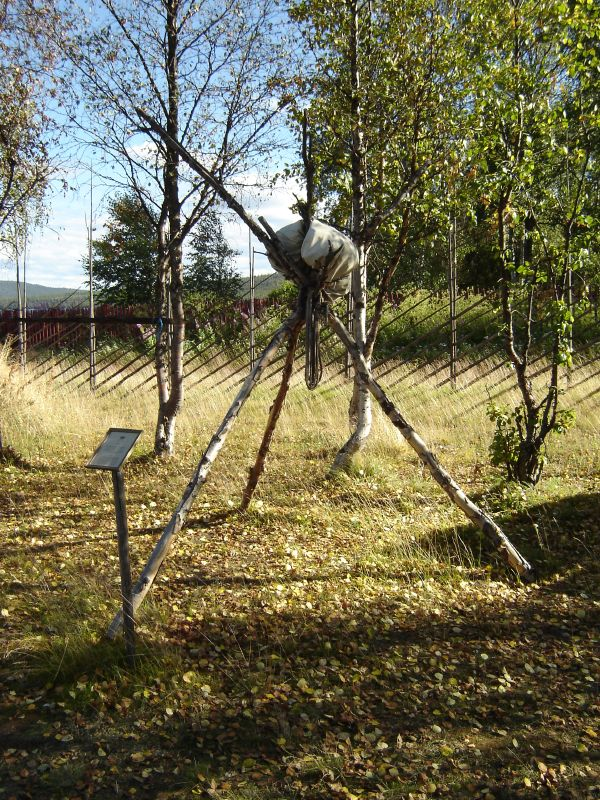
En förenklad variant av luovvi från Jukkasjärvi

Luovvi är en form av samisk förrådsställning.
En luovvo är en upphöjd plattform av horisontella stänger, som vilar på klykstänger. Förrådsartiklarna binds fast och täcks över av renskinn.
Luovvon är en förvaringsmetod, som främst använts hos skogssamer eller på sommarvisten för fjällsamer.